# Palazzo Besso
Palazzo Besso, già palazzo Strozzi alle Stimmate, è un palazzo di Roma situato in largo di Torre Argentina, 11.

## Storia
Dirimpetto agli attuali scavi di largo Argentina, che dimostrano come la zona sia stata in uso ininterrottamente sin dall'antichità, si hanno le notizie più antiche dell'edificio attuale nel XV secolo, quando avevano qui le loro case i Rustici, famiglia romana di uomini d'affari. Quando nel Cinquecento essi iniziarono ad indebitarsi, la gestione dei loro beni passò, a fine del secolo, al cognato dell'ultimo discendente Francesco, Marcello Vestri, Segretario ai brevi della Curia. Fu il Vestri a commissionare importanti lavori di rinnovo dei locali al capomastro lombardo Battista Mola. Nel 1606 infine Francesco Rustici fu costretto a vendere l'intero palazzo, che divenne di proprietà del cardinale Ottavio Paravicini, il quale lo ingrandì e abbellì, specialmente nell'ala verso l'attuale via dei Cestari. I documenti di tali lavori riportano i nomi di padre Domenico Paganelli, architetto e domenicano attivo anche al Palazzo Apostolico, e forse Carlo Maderno, al quale il cardinale commissionò forse anche il portale della vicina chiesa delle Stimmate. Inoltre arruolò alcuni pittori per decorare la galleria in direzione della chiesa. Nel 1620 passò al banchiere Settimio Oliati, poi a suo figlio Giovanni Battista, che dal 1636 lo affittò alla famiglia fiorentina degli Strozzi, i quali ne divennero proprietari nel 1649, tenendolo per due secoli.

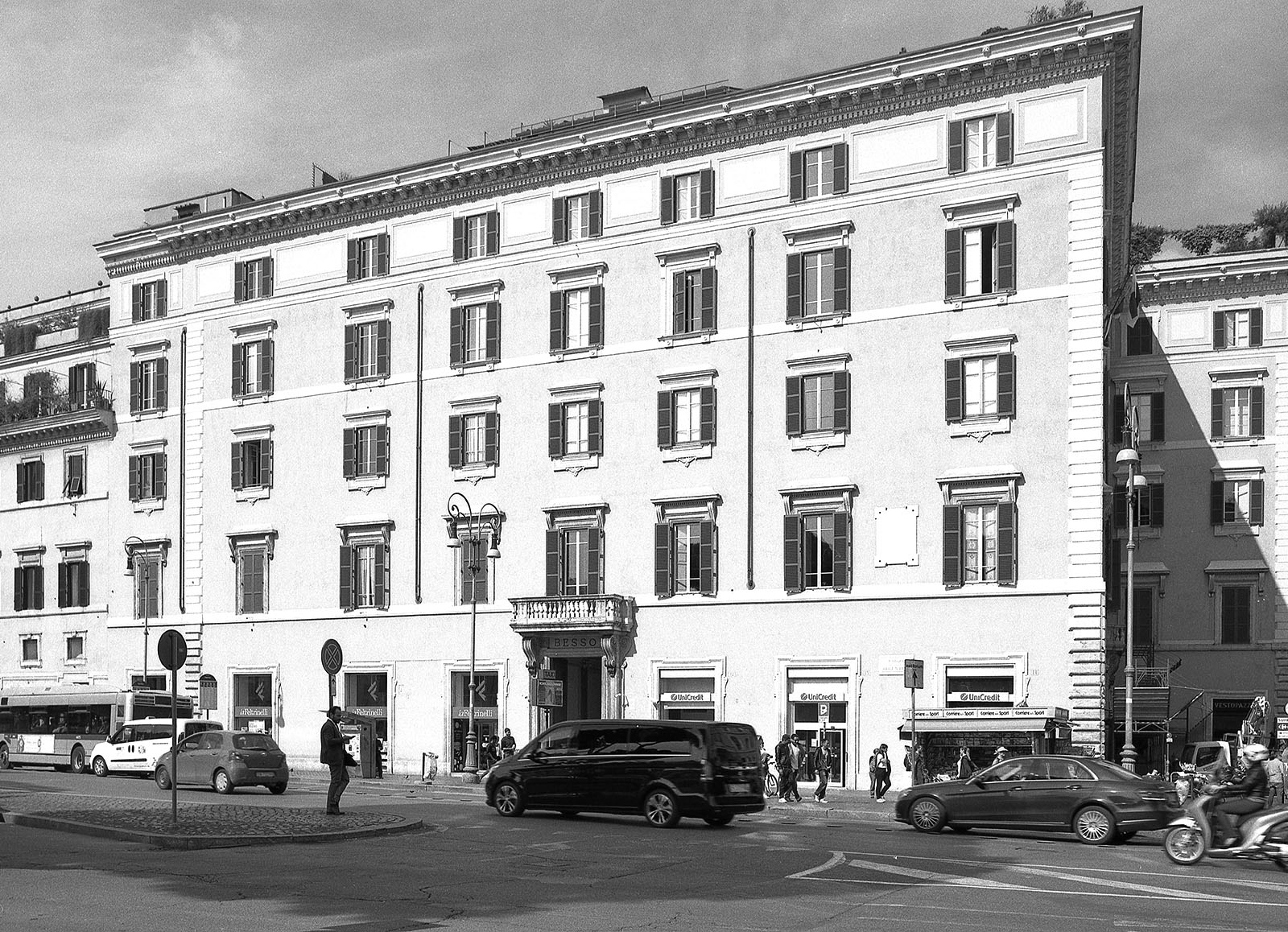
Palazzo Besso 2018

Le fortune economiche della casata a Roma, aiutate da vantaggiosi matrimoni, fecero sì che il palazzo venisse ulteriormente ingrandito e decorato sontuosamente. Vi lavorò, tra gli altri, Sebastiano Cipriani, autore della facciate unitarie. Raggiunse così la massima articolazione, con ben quattro cortili, testimoniati dalle piante e dai disegni d'epoca, e un'ala protesa sull'attuale largo. All'inizio del Settecento era qui collocato il celebrato museo di rarità di Leone Strozzi, arricchito a partire dal nucleo delle raccolte di Francesco Corvino, con reperti naturalistici, etnografici, antichità, e in particolar modo gemme, monete, marmi e conchiglie, tra numerose curiosità. Tra le innumerevoli opere d'arte le raccolte potevano vantare il marmo del San Lorenzo sulla graticola di Bernini, qui portato nel Settecento dopo essere stato a lungo nella villa Strozzi sull'Esquilino.
L'Ottocento fu un secolo di crisi per le famiglie nobiliari in generale, che coinvolse anche gli Strozzi, i quali se ne tornarono alle loro radici fiorentine, abbandonando il palazzo romano, che venne spoliato, frazionato e affittato, oltre che rimpicciolito verso via dei Cestari (1877).
Solo nel 1882 fu venduto, prima alla Banca Tiberina, che portò avanti importanti lavori di ammodernamento fino al 1886, e poi a Marco Besso, nel 1905. Egli riscattò l'intero edificio e ne fece sede della sua abitazione privata e della Fondazione da lui creata nel 1918.